# François Bonivard
François Bonivard, född omkring 1495 och död 1570, var en schweizisk andlig politiker och författare.
I en strid mellan Genève och hertig Karl III av Savoyen tog Bonivard stadens parti. 1519 föll han i hertigens händer och hölls fången en tid. 1530 greps han på nytt och hölls fången på slottet Chillon till 1536. Bonivard vann på grund av sina många fångenskaper för sin tro stort anseende i Genève. Han fick bland annat uppdraget att skriva stadens historia, ett uppdrag han även utförde, även om det dröjde till 1800-talet innan hans verk kom ut i tryck.